# Mnichovice (tvrz)
Mnichovice (též Na Valech nebo Valy) jsou zaniklá tvrz ve stejnojmenné vesnici jihovýchodně od Trhového Štěpánova v okrese Benešov ve Středočeském kraji. Založena byla nejspíše jako sídlo drobné šlechty ve čtrnáctém století. Na konci husitských válek ztratila svou sídelní funkci a po připojení k vlašimskému panství zanikla. Dochovalo se po ní novodobou výstavbou pohlcené tvrziště, které je chráněno jako kulturní památka.

## Historie
Mnichovická tvrz byla založena nejspíše ve čtrnáctém století. Zakladateli mohli být jacísi Havel a Boten (nebo jeden z nich) připomínaní roku 1379, kteří měli povinnost vojenské služby na hradě v Trhovém Štěpánově. Během husitských válek vesnici roku 1436 získal do zástavy Mikuláš Trčka z Lípy, který ji spravoval z Vlašimi. U ní Mnichovice zůstaly až do roku 1547, kdy je s hradem Křivsoudovem a dalšími vesnicemi koupil Jindřich Kekule ze Stradonic. V letech 1550 a 1622 byla tvrz zmíněna jako pustá.

## Stavební podoba
Okrouhlé tvrziště po věžové tvrzi se nachází na východním okraji vesnice v místech označovaných Na Valech nad Mnichovickým rybníkem a je zastavěno mimo jiné domy čp. 70 a 73. Z opevnění se dochovala část původně dvojnásobného valu a příkopu. Podle Augusta Sedláčka bývaly příkopy plněny vodou. Zaznamenal také roubenou okrouhlou studnu, která bývala na pozemku domu čp. 73, ale roku 1960 byla zasypána.